# تجريف بطانة الرحم
استئصال بطانة الرحم هو إجراء جراحي يُستخدم من أجل إزالة (استئصال) أو تجريف بطانة الرحم عند النساء اللاتي يعانين من نزيف حيضي غزير. لا ينبغي أبدًا إجراء استئصال بطانة الرحم على النساء اللاتي يرغبن في إنجاب الأطفال.
غالبًا ما يستخدم استئصال بطانة الرحم عند النساء اللواتي يعانين من نزيف الحيض المفرط، واللواتي فشلن في العلاج الطبي ولا يرغبن في الخضوع لعملية استئصال الرحم. غالبًا ما يكون نزيف الحيض الغزير بسبب نزيف الرحم غير الطبيعي أو العضال الغدي. ينفذ الإجراء غالبًا كعلاج للمرضى الخارجيين، إما في المستشفى أو مركز الجراحة المتنقلة أو في عيادة الطبيب. تجرى عملية استئصال بطانة الرحم بشكل أساسي عندما يكون المرضى تحت التخدير الموضعي و/أو التركين الخفيف، أو عند الضرورة، التخدير العام. يغادر المرضى عادةً مكان العلاج في غضون ساعة واحدة بعد الإجراء ويقضون عمومًا يومًا واحدًا في المنزل، قبل العودة إلى أنشطة الحياة اليومية.
بعد العملية، تلتئم بطانة الرحم عن طريق التندب، وبالتالي تقليل أو القضاء على نزيف الرحم في المستقبل. تبقى الوظائف الهرمونية للمريضة سليمة لأن المبايض غير متأثرة. قد تحدث المشيمة الملتصقة إذا حملت المريضة بعد استئصال بطانة الرحم، لذلك من الضروري تحديد النسل.
اعتمادًا على العلاج المختار، تستأصل بطانة الرحم أحيانًا بعد العلاج بالهرمونات، مثل النوريثيستيرون أو اللوبرون لتقليل سمك بطانة الرحم.

## المخاطر
على الرغم من ندرتها، يمكن أن يكون لهذا الإجراء مضاعفات خطيرة بما في ذلك:
- حرق الأمعاء يؤدي إلى الموت
- حروق في الرحم (خارج بطانة الرحم)
- انثقاب الرحم
- متلازمة التعقيم البوقي بعد الاستئصال
- الوذمة الرئوية أو الصمة

## العقم
يجب على النساء اللواتي يرغبن في الحمل ألا يخضعن لاستئصال بطانة الرحم؛ الحمل نادر (أقل من 2%) ويمكن أن يكون له مخاطر قاتلة على الأم والطفل.

## الفعالية
وافقت إدارة الغذاء والدواء الأمريكية (إف دي أيه) على الدراسات السريرية ومراجعتها لاختبار وتقييم فعالية جميع علاجات استئصال بطانة الرحم. يتم قياس نتيجتين لفعالية المريض في عام واحد بعد العلاج:
معدل النجاح = النسبة المئوية للنساء اللواتي انخفض نزيفهن إلى مستوى الدورة الشهرية الطبيعية أو أقل
معدل انقطاع الطمث = النسبة المئوية للنساء اللائي توقف النزيف لديهم تمامًا.
وفقًا لنتائج التجارب العشوائية المقارنة التي أجريت لموافقة إدارة الأغذية والعقاقير (إف دي أيه) على خيارات العلاج المختلفة، تتراوح معدلات نجاح الفعالية من 93% إلى 67%، وتتراوح معدلات انقطاع الطمث من 72% إلى 22%.

## خيارات العلاج
يتوفر عدد من خيارات العلاج. تعمل جميعها من خلال تجريف (استئصال) بطانة الرحم، الطبقة الداخلية من تجويف الرحم.
- يستخدم إجراء نوفاشور - نظام استئصال بطانة الرحم (هولوجيك)، المعتمد من قِبل إدارة الأغذية والعقاقير (إف دي أيه) في عام 2001، مصفوفة الكترودات شبكية معدنية تتدخل في تجويف الرحم، مع تطبيق طاقة كهربائية ثنائية القطب تولد الحرارة لاستئصال (تجريف) بطانة الرحم. يبلغ متوسط وقت إجراء نوفاشور 5 دقائق من إدخال الجهاز إلى إزالته وعادة ما ينجز تحت التخدير الموضعي و/أو التركين الواعي. يغادر معظم المرضى مركز العلاج في غضون ساعة واحدة من العلاج. في تجربة نوفاشور العشوائية المقارنة التابعة لإدارة الغذاء والدواء الأمريكية، كان معدل النجاح 78% (انخفض النزيف إلى المستوى الطبيعي أو أقل) وكان معدل انقطاع الطمث 36% (قضي تمامًا على النزيف). بالإضافة إلى ذلك، كان 92% من مرضى نوفاشور راضين.
- مينيرفا - نظام استئصال بطانة الرحم (مينيرفا الجراحي)، الذي تمت الموافقة عليه من قبل إدارة الغذاء والدواء الأمريكية في يوليو 2015، هو أول علاج جراحي جديد معتمد من إدارة الغذاء والدواء لنزيف الحيض الغزير منذ أكثر من 15 عامًا. تعمل مينيرفا عن طريق توليد الحرارة من طاقة البلازما التي يتم إنشاؤها واحتوائها داخل مجموعة اجتثاث مانعة للتسرب تأخذ شكل تجويف الرحم. يخرب الغشاء الساخن للمصفوفة (يدمر) بطانة الرحم. إجراء مينيرفا هو أسرع علاج معتمد من إدارة الغذاء والدواء الأمريكية، ويبلغ متوسط وقت الإجراء 3.1 دقيقة من إدخال الجهاز إلى إزالته، وعادة ما ينجز تحت التخدير الموضعي و/أو التركين الواعي. يغادر معظم المرضى مركز العلاج في غضون ساعة واحدة من العلاج. في تجربة مينيرفا العشوائية ذات الشواهد التابعة لإدارة الغذاء والدواء الأمريكية، كان معدل النجاح 93% (انخفض النزيف إلى المستوى الطبيعي أو أقل) وكان معدل انقطاع الطمث 72% (قضي تمامًا على النزيف). بالإضافة إلى ذلك، 95% من مرضى مينيرفا قد أوصوا بمينيرفا لأحد أفراد الأسرة أو الأصدقاء) و 92% من المرضى كانوا راضين.
- يستخدم جينيسيس إتش تي أيه - نظام الاجتثاث المائي الحراري (بوسطن العلمي)، الذي تمت الموافقة عليه في عام 2001، جهاز منظار الرحم الذي يدخل في الرحم من خلال قناة عنق الرحم، لمساعدة الأطباء على التأكد من وضع المجس المناسب بأمان ولمعرفة المنطقة التي يعالجونها. في هذا الإجراء، ينظر الطبيب إلى داخل الرحم بمنظار الرحم ثم يملأ الرحم بسائل ملحي. ثم يسخن السائل ببطء وتحرق بطانة الرحم بحيث تصبح فترات نزيف الحيض أقل شدة، وفي بعض الحالات تتوقف. ثم يبرد السائل ويزال بواسطة أنابيب خاصة لحماية المناطق الخارجية من الجسم من أي حروق. متوسط وقت الإجراء هو 26 دقيقة. في تجربة إتش تي أيه العشوائية ذات الشواهد التابعة لإدارة الغذاء والدواء الأمريكية، كان معدل النجاح 68% (طبيعي أو أقل نزيفًا) ومعدل انقطاع الحيض 35% (تم القضاء على النزيف تمامًا). كان 94% من مرضى إتش تي أيه راضين.[5]